# Sven-Ingvar Andersson

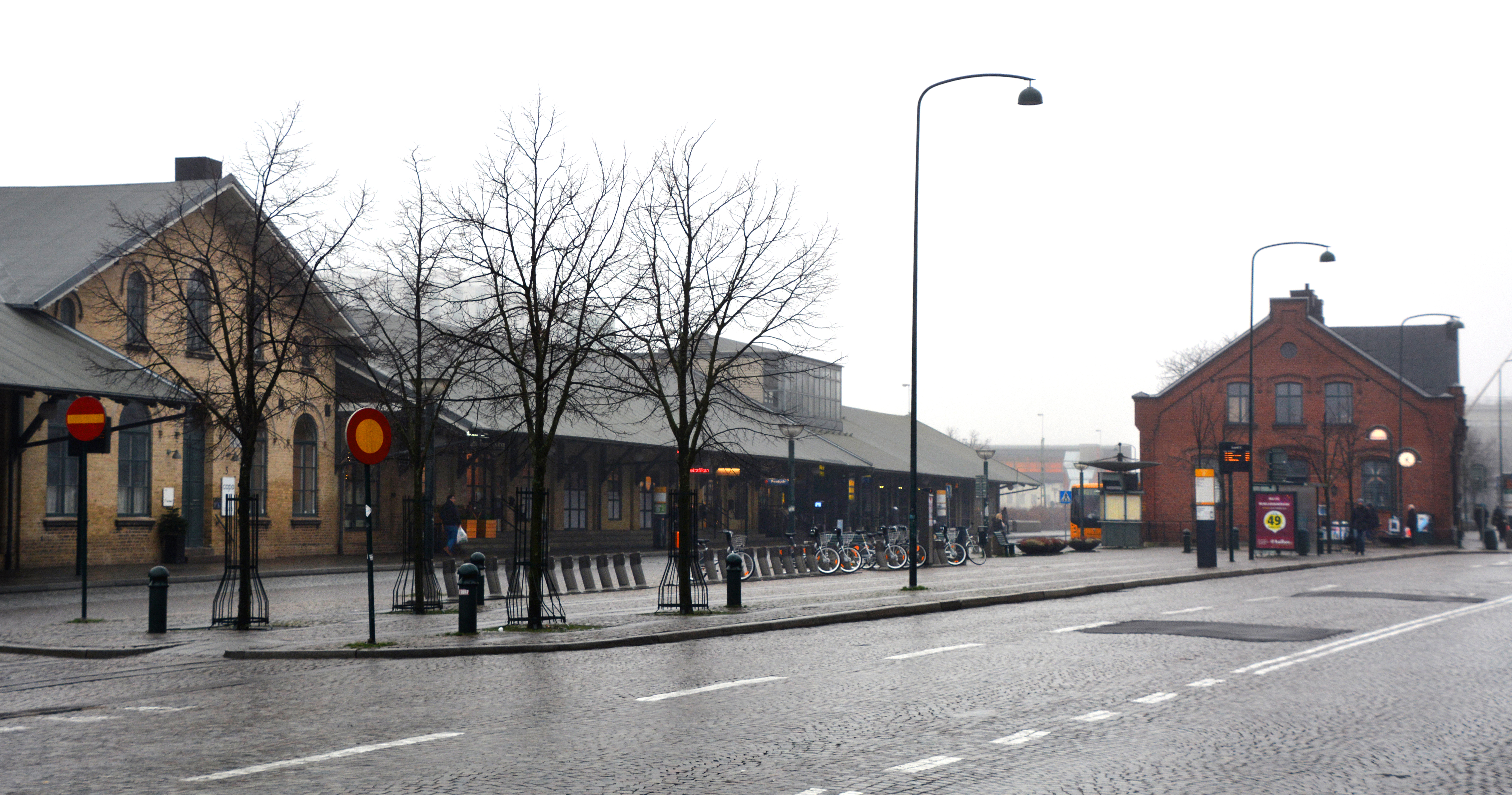
Lunds centralstations norra del intill Clemenstorget.

Sven-Ingvar Andersson, född 22 augusti 1927 i Södra Sandby församling, Malmöhus län, död 27 juli 2007 i Köpenhamn, var en svensk landskapsarkitekt och professor vid Det Kongelige Danske Kunstakademi i Köpenhamn.
Andersson, som var son till lantbrukare Oscar Andersson och Agnes Andersson, avlade studentexamen i Lund 1946, hortonomexamen i Alnarp 1954 och blev filosofie kandidat vid Lunds universitet samma år. Han var trädgårdsarkitekt hos Sven Hermelin och Inger Wedborn i Stockholm 1955–1956, anställd vid parkförvaltningen i Helsingborgs stad 1957 och bedrev egen trädgårdsarkitektverksamhet 1958–1965. Han flyttade till Köpenhamn, där han började arbeta som assistent hos professor Carl Theodor Sørensen. Han blev lektor vid Det Kongelige Danske Kunstakademi 1961 och professor där 1963. Han hade även en del verksamhet vid sidan av, vilken växte stadigt med ett antal internationella projekt och ett flertal projekt i både Sverige och Danmark.
Under ledning av Sven-Ingvar Andersson genomfördes 1992 en rekonstruktion av den nordöstra kvartilen av Tycho Brahes trädgård på Ven. Det växtmaterial som infördes i trädgården bestämdes utifrån vad man vet om vilka växter som fanns i danska slotts- och klosterträdgårdar vid den här tiden. Trädgården har därför kallats "en planterad hypotes". Sedan 1993 driver Sveriges Lantbruksuniversitet i Alnarp och Landskrona kulturförvaltning ett gemensamt forskningsprojekt kring trädgården.
År 1997 fick han Sienapriset för stadsförnyelse runt Lunds centralstation. Sven-Ingvar Andersson är begravd på Södra Sandby kyrkogård.

## Verk i urval
- Karlplatz, Wien (1977–1978)
- Trinitatis Kirkeplads, Köpenhamn (1982)
- Brunnsparken i Ronneby (1987)
- Museumplein, Amsterdam (1992–1993)
- Kungstorget, Helsingborg (1994)
- Gustav Adolfs torg, Malmö (1997)
- Sundstorget, Helsingborg (2004)
- Clemenstorget, Lund
- Knut den Stores torg, Lund
- Entré till Vinterpalatset, S:t Petersburg
- Tycho Brahes trädgård på Ven (1992)

## Utmärkelser
- Eckersbergmedaljen (1987)
- Prins Eugen-medaljen (1988)
- Ludvig von Sckell-priset
- C.F. Hansen-medaljen
- Sienapriset